# Cromferide
La cromferide è un minerale scoperto nella regione di Kumak, negli Urali meridionali in Russia. Il nome deriva dagli elementi che lo compongono. È ferromagnetico.

## Morfologia
La cromferide si presenta sotto forma di granuli di dimensione inferiore al micrometro in aggregati di qualche centinaio di micrometri.

## Origine e giacitura
La cromferide si ritrova nelle vene di quarzo con anfibolo e scisto. È associata con bismuto nativo, ferro nativo, oro nativo, rame nativo, ferchromide, grafite, cohenite, halite, marialite.